# Steffi Graf
Stefanie Maria Graf (Mannheim, Baden-Württemberg, 14. lipnja 1969.), bivša njemačka tenisačica.
Jedna je od najpoznatijih i najuspješnijih tenisačica u povijesti ovog sporta. U svojoj 17 godina dugoj profesionalnoj karijeri karijeri osvojila je 107 WTA turnira u pojedinačnoj konkurenciji (uz omjer pobjeda i poraza 901-115) te 11 turnira u parovima (uz omjer pobjeda i poraza 173-72). 
U povijest je ušla 1988. godine kao treća žena u povijesti koja je osvojila Grand Slam, odnosno pobijedila na četiri najvažnija i najprestižnija turnira u istoj sezoni. Te je godine postavila još jedan rekord koji će teško biti nadmašen: osim što je osvojila sva četiri velika turnira, bila je i olimpijska pobjednica. Taj pothvat su novinari kasnije prozvali Golden Slam, i on do danas nije ponovljen.
Od aktivnog tenisa oprostila se 13. kolovoza 1999., te se udala za američkog tenisača Andrea Agassija, s kojim ima dvoje djece. 

## Pobjede na Grand Slam turnirima
- Australian Open (otvoreno prvenstvo Australije)
  1. 1988.
  2. 1989.
  3. 1990.
  4. 1994.
- Roland Garros - French Open (otvoreno prvenstvo Francuske)
  1. 1987.
  2. 1988.
  3. 1993.
  4. 1995.
  5. 1996.
  6. 1999.
- Wimbledon
  1. 1988.
  2. 1989.
  3. 1991.
  4. 1992.
  5. 1993.
  6. 1995.
  7. 1996.
- Flushing Meadows - US-Open (otvoreno prvenstvo SAD-a)
  1. 1988.
  2. 1989.
  3. 1993.
  4. 1995.
  5. 1996.